# Niki Tuuli
Niki Tuuli (Myrskylä, 26 ottobre 1995) è un pilota motociclistico finlandese.

## Carriera

### Gli inizi e Stock600
Nel 2012 partecipa al Campionato Europeo Velocità Supersport, svoltosi gara unica ad Albacete, dove si classifica in quinta posizione. Nel 2013 fa il suo esordio, come pilota titolare, nel campionato europeo Superstock 600 a bordo di una Yamaha YZF-R6 del Niki Tuuli Racing. Chiude la stagione al quattordicesimo posto con trentasei punti ottenuti.
Nel 2014 continua nella Superstock 600, con la stessa moto della stagione precedente, ma passa al team Kallio Racing. Ottiene la prima vittoria in questo campionato nei Paesi Bassi ad Assen. Dopo essere stato in testa al campionato per qualche gara, chiude al quarto posto con settantaquattro punti ottenuti. Continua nel 2015, chiudendo al quinto posto in classifica piloti con 78 punti all'attivo. In questa stagione fa il suo esordio nel campionato mondiale Supersport partecipando, in qualità di wild card, al Gran Premio di Donington. Chiude la gara con un nono posto. Nel 2016 partecipa, ancora come wild card, a tre gare europee del campionato mondiale Supersport con il team Kallio Racing ed una Yamaha YZF-R6, ottiene il secondo posto ed il giro più veloce in gara in tutti e tre gli eventi. I punti così ottenuti gli consentono di chiudere la stagione al decimo posto. 

### Mondiale Supersport
Nel 2017 diventa pilota titolare nel mondiale Supersport, con il team Kallio Racing. Il compagno di squadra è Sheridan Morais. In occasione del Gran Premio di Francia a Magny-Cours ottiene la sua prima pole position nel campionato mondiale Supersport. Il giorno successivo, ottiene la sua prima vittoria in questo campionato. Chiude la stagione al settimo posto con ottantadue punti ottenuti. Nel 2018 rimane nel mondiale Supersport, trasferendosi però al team CIA Landlord Insurance Honda che gli affida una CBR600RR. Il compagno di squadra, in questa stagione, è il britannico Andrew Irwin. In occasione del Gran Premio di Francia fa il suo esordio nella classe Moto2 del motomondiale, andando a sostituire il malese Zulfahmi Khairuddin alla guida della Kalex Moto2 gestita dal team SIC Racing. Conclude la stagione al 32º posto con un punto, totalizzato con il quindicesimo posto in Thailandia. In questa stagione è costretto a saltare i Gran Premi d'Olanda e Germania a causa di una lesione a un dito della mano sinistra rimediata nelle qualifiche del GP d'Olanda. 

### MotoE
Nel 2019 corre in MotoE con il team Ajo MotoE. Durante il primo fine settimana di gara in Germania ottiene la prima pole position, la prima vittoria e il primo giro veloce della classe elettrica. Chiude la stagione al 15º posto con ventisei punti. Nella stessa stagione è impegnato nel CEV Moto2 dove, in sella ad una Kalex, ottiene quattro piazzamenti a podio, tra cui una vittoria, e chiude al quinto posto. Nel 2020 rimane nello stesso team, ottiene una vittoria ed un terzo posto nel Gran Premio di Francia e chiude la stagione al 6º posto con 53 punti. Contestualmente al mondiale, gareggia nel CEV Moto2 dove ottiene nove piazzamenti a podio in undici gare e chiude al secondo posto in classifica. 

### Ritorno in Supersport
Nel 2021 torna nel mondiale Supersport dove porta in pista l'unica MV Agusta F3 675. Conquista due volte il giro più veloce in gara e sale sul podio in tre occasioni concludendo la stagione all'undicesimo posto.
Nel 2022 continua con MV Agusta, alla guida del nuovo modello: la F3 800 RR. Il compagno di squadra è Bahattin Sofuoğlu. In occasione del Gran Premio dell'Estoril una caduta gli procura un grave infortunio, per i due Gran Premi successivi viene sostituito da Mattia Casadei. Torna in pista e al Gran Premio d'Indonesia, dopo aver siglato la pole position, vince gara1 riportando il successo a MV che mancava dalla stagione 2017. Chiude il campionato all'ottavo posto. Nel 2023 si trasferisce al team PTR alla guida di una Triumph Street Triple RS 765, sale sul podio in occasione del Gran Premio dell'Indonesia e termina nuovamente ottavo in campionato. Prosegue nel mondiale Supersport anche nel 2024: anno in cui è ingaggiato da EAB Racing Team alla guida di una Ducati Panigale V2. Con la vittoria di gara uno al Gran Premio di Magny-Cours diventa il terzo pilota in questa categoria a vincere con tre differenti Case motociclistiche, chiude il campionato all'undicesimo posto.

## Risultati in gara

### Campionato mondiale Supersport
| 2015 | Moto   |  |  |  |  |  |   |  |  |  |  |  |  |  |  |  |  |  |  |  |  |  |  |  |  | Punti | Pos. |
| ---- | ------ |  |  |  |  |  | - |  |  |  |  |  |  |  |  |  |  |  |  |  |  |  |  |  |  | ----- | ---- |
| 2015 | Yamaha |  |  |  |  |  | 9 |  |  |  |  |  |  |  |  |  |  |  |  |  |  |  |  |  |  | 7     | 26º  |

| 2016 | Moto   |  |  |  |  |  |  |  |  |   |   |   |  |  |  |  |  |  |  |  |  |  |  |  |  | Punti | Pos. |
| ---- | ------ |  |  |  |  |  |  |  |  | - | - | - |  |  |  |  |  |  |  |  |  |  |  |  |  | ----- | ---- |
| 2016 | Yamaha |  |  |  |  |  |  |  |  | 2 | 2 | 2 |  |  |  |  |  |  |  |  |  |  |  |  |  | 60    | 10º  |

| 2017 | Moto   |   |   |     |    |     |    |     |   |     |   |   |   |  |  |  |  |  |  |  |  |  |  |  |  | Punti | Pos. |
| ---- | ------ | - | - | --- | -- | --- | -- | --- | - | --- | - | - | - |  |  |  |  |  |  |  |  |  |  |  |  | ----- | ---- |
| 2017 | Yamaha | 5 | 3 | Rit | 16 | Rit | 24 | Rit | 5 | Rit | 1 | 7 | 6 |  |  |  |  |  |  |  |  |  |  |  |  | 82    | 7º   |

| 2018 | Moto  |    |   |   |   |   |  |  |  |  |  |  |  |  |  |  |  |  |  |  |  |  |  |  |  | Punti | Pos. |
| ---- | ----- | -- | - | - | - | - |  |  |  |  |  |  |  |  |  |  |  |  |  |  |  |  |  |  |  | ----- | ---- |
| 2018 | Honda | 11 | 9 | 8 | 7 | 7 |  |  |  |  |  |  |  |  |  |  |  |  |  |  |  |  |  |  |  | 38    | 14º  |

| 2021 | Moto      |     |    |    |   |   |     |     |   |   |   |    |   |     |   |    |   |    |   |   |     |   |     |     |   | Punti | Pos. |
| ---- | --------- | --- | -- | -- | - | - | --- | --- | - | - | - | -- | - | --- | - | -- | - | -- | - | - | --- | - | --- | --- | - | ----- | ---- |
| 2021 | MV Agusta | Rit | NP | 11 | 8 | 9 | Rit | Rit | 8 | 9 | 8 | 10 | 7 | Rit | 5 | 19 | 3 | AN | 3 | 5 | Rit | 8 | Rit | Rit | 2 | 140   | 11º  |

| 2022 | Moto      |   |   |   |   |     |    |     |     |     |     |   |    |   |    |   |   |   |     |   |   |   |     |     |    | Punti | Pos. |
| ---- | --------- | - | - | - | - | --- | -- | --- | --- | --- | --- | - | -- | - | -- | - | - | - | --- | - | - | - | --- | --- | -- | ----- | ---- |
| 2022 | MV Agusta | 6 | 5 | 6 | 7 | Rit | NP | Inf | Inf | Inf | Inf | 6 | 10 | 6 | 11 | 6 | 5 | 5 | Rit | 5 | 4 | 1 | Rit | Rit | NP | 152   | 8º   |

| 2023 | Moto    |   |   |   |   |    |   |    |   |   |    |    |    |     |    |   |   |   |   |   |     |   |    |   |    | Punti | Pos. |
| ---- | ------- | - | - | - | - | -- | - | -- | - | - | -- | -- | -- | --- | -- | - | - | - | - | - | --- | - | -- | - | -- | ----- | ---- |
| 2023 | Triumph | 4 | 9 | 3 | 6 | 12 | 5 | 10 | 8 | 9 | 10 | 15 | 12 | Rit | NP | 7 | 9 | 5 | 5 | 9 | Rit | 9 | 10 | 9 | 12 | 162   | 8º   |

| 2024 | Moto   |    |    |    |    |     |   |   |   |   |   |    |   |    |     |   |   |   |    |    |    |     |    |     |     | Punti | Pos. |
| ---- | ------ | -- | -- | -- | -- | --- | - | - | - | - | - | -- | - | -- | --- | - | - | - | -- | -- | -- | --- | -- | --- | --- | ----- | ---- |
| 2024 | Ducati | 17 | 14 | 16 | NC | Rit | 3 | 9 | 8 | 9 | 6 | 10 | 8 | 10 | Rit | 1 | 8 | 9 | 10 | 14 | 16 | Rit | NP | Inf | Inf | 118   | 11º  |

| 2025 | Moto     |  |  |    |    |    |    |    |    |     |    |    |    |    |     |    |    |  |  |  |  |  |  |  |  | Punti | Pos. |
| ---- | -------- |  |  | -- | -- | -- | -- | -- | -- | --- | -- | -- | -- | -- | --- | -- | -- |  |  |  |  |  |  |  |  | ----- | ---- |
| 2025 | QJ Motor |  |  | 23 | 20 | 20 | 22 | NP | NP | Rit | NP | 21 | 18 | 18 | Rit | 18 | 18 |  |  |  |  |  |  |  |  | 0     |      |

| Legenda | 1º posto        | 2º posto            | 3º posto           | A punti      | Senza punti        | Grassetto – Pole position Corsivo – Giro più veloce |
| Legenda | Gara non valida | Non qual./Non part. | Ritirato/Non class | Squalificato | '-' Dato non disp. | Grassetto – Pole position Corsivo – Giro più veloce |

### Motomondiale

#### Moto2
| 2018 | Classe | Moto  |  |  |  |  |    |    |     |    |    |    |    |    |    |    |    |    |    |     |     | Punti | Pos. |
| ---- | ------ | ----- |  |  |  |  | -- | -- | --- | -- | -- | -- | -- | -- | -- | -- | -- | -- | -- | --- | --- | ----- | ---- |
| 2018 | Moto2  | Kalex |  |  |  |  | 22 | 17 | Rit | NP | NP | 21 | 21 | AN | 21 | 22 | 15 | 21 | NP | Rit | Rit | 1     | 32º  |

| Legenda | 1º posto        | 2º posto            | 3º posto            | A punti      | Senza punti        | Grassetto – Pole position Corsivo – Giro più veloce |
| Legenda | Gara non valida | Non qual./Non part. | Ritirato/Non class. | Squalificato | '-' Dato non disp. | Grassetto – Pole position Corsivo – Giro più veloce |

#### MotoE
| 2019 | Classe | Moto     |   |    |     |    |  |  |  |  |  | Punti | Pos. |
| ---- | ------ | -------- | - | -- | --- | -- |  |  |  |  |  | ----- | ---- |
| 2019 | MotoE  | Energica | 1 | 15 | Rit | NP |  |  |  |  |  | 26    | 15º  |

| 2020 | Classe | Moto     |    |    |    |    |    |   |   |  |  | Punti | Pos. |
| ---- | ------ | -------- | -- | -- | -- | -- | -- | - | - |  |  | ----- | ---- |
| 2020 | MotoE  | Energica | 11 | NP | 17 | 13 | 12 | 3 | 1 |  |  | 53    | 6º   |

| Legenda | 1º posto        | 2º posto            | 3º posto            | A punti      | Senza punti        | Grassetto – Pole position Corsivo – Giro più veloce |
| Legenda | Gara non valida | Non qual./Non part. | Ritirato/Non class. | Squalificato | '-' Dato non disp. | Grassetto – Pole position Corsivo – Giro più veloce |